# Confidencia beneficial
En Derecho canónico se llamaba confidencia benecial a un convenio ilícito y secreto según el cual un eclesiástico obtenía y desempeñaba un beneficio de cuyos frutos percibía una parte otra persona, clérigo o seglar.
En el siglo XV fue tan  frecuente esta especie de simonía (simonía confidencial) que algunos obispados llegaron a ser patrimonio de mujeres y hasta de herejes. Pío IV puso coto a esta corruptela condenándola expresamente en 1564.